# موبيكويك
موبيكويك (بالإنجليزية: MobiKwik) هو مزود خدمة دفع هندي تأسس في عام 2009 ويوفر نظام دفع قائم على الهاتف المحمول ومحفظة رقمية. يمكن للعملاء إضافة أموال إلى محفظة عبر الإنترنت ويمكن استخدامها للمدفوعات، أذن بنك الاحتياطي الهندي في عام 2013 باستخدام الشركة لمحفظة موبي كويك، وفي مايو 2016 بدأت الشركة في تقديم قروض صغيرة للمستهلكين كجزء من خدمتها. في نوفمبر 2016 أبلغت الشركة عن وجود 1.5 مليون تاجر يستخدمون خدماتها وقاعدة مستخدمين تبلغ 55 مليون عميل. توظف الشركة أكثر من 325 شخصًا يعملون في ثلاثة قطاعات بما في ذلك مدفوعات المستهلك، والتكنولوجيا المالية، وبوابة الدفع. وفي الآونة الأخيرة، علقت الشركة خدمات المحفظة الإلكترونية الخاصة بها من جميع بورصات التعمية الرئيسية في الهند اعتبارًا من 1 أبريل 2022.

## التاريخ

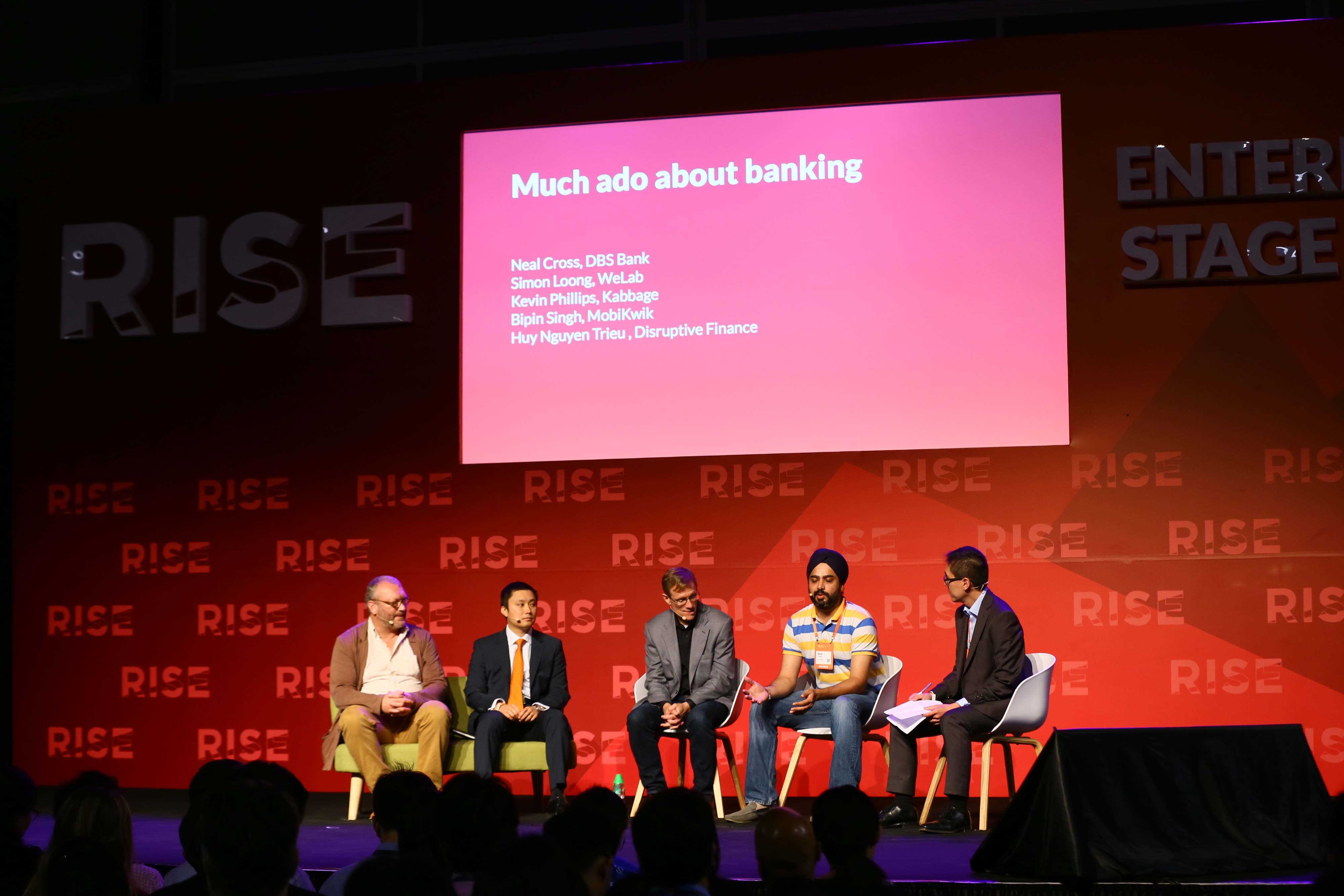
مؤسس موبيكويك بيبين سينغ (الثاني من اليمين) في مؤتمر رايز عام 2016

تأسست موبيكويك في عام 2009 من قبل فريق الزوج والزوجة بيبين بريت سينغ وأوباسانا تاكو. تخرج بيبين سينغ من المعهد الهندي للتكنولوجيا في دلهي عام 2002، رأى فرصة لتحسين خيارات إعادة شحن الهاتف المحمول، لقد وضع بذور الشركة، وطور موقع الويب وخيارات الدفع، واستأجر مساحة مكتبية في دواركا، دلهي. كانت الخدمة الأولية عبارة عن موقع ويب به محفظة مغلقة، ولكن على مر السنين وسعت موبيكويك خدمتها لتشمل تطبيقات الأجهزة المحمولة. دخلت الشركة في البداية في شراكة مع التجار عبر الإنترنت لإتاحة محفظتهم كخيار دفع على مواقع التجارة الإلكترونية.
أطلقت الشركة نظام المحفظة الرقمية في عام 2012 والذي مكّن المستخدمين من إيداع الأموال عبر الإنترنت لاستخدامها في سداد الفواتير وغيرها من الميزات. تقدم ايضاً الخدمات المالية بما في ذلك القروض والتأمين ضد الحوادث والتأمين على الحياة والتأمين ضد الحريق وتحويل الأموال في خدمة الدفع الفوري ودفع فاتورة بطاقة الائتمان وصناديق الاستثمار المشتركة. كما قدموا ميزة إرسال الأموال واستلامها عبر تطبيق الهاتف المحمول. في سبتمبر 2014 أبلغت شركة إكسبريس كمبيوتر عن كيفية شراكة موبيكويك مع جودادي وشركات دولية أخرى لمساعدتهم على الامتثال للوائح الدفع الهندية.
في أبريل 2015 ، استخدم 15 مليون مستخدم موبيكويك وادعى أنه يضيف مليون عميل جديد كل شهر ، وفقًا لمجلة فوربس الهندية. في شراكة مع كاش كير، بدأت موبيكويك في تقديم قروض صغيرة تتراوح بين 500 و 2500 روبية هندية للعملاء في مايو 2016. أطلقت الشركة تطبيق موبيكويك لايت للهاتف المحمول في نوفمبر 2016، وهو مصمم لمستخدمي شبكات المحمول الجيل الثاني الأقدم ولمستخدمي المناطق ذات الاتصال الضعيف بالإنترنت. في نفس الشهر كان لديها أكثر من 1.5 مليون تاجر يستخدمون خدمتها و 55 مليون مستخدم. بعد سحب النقود من الأوراق النقدية الهندية في نوفمبر 2016، حققت زيادة بنسبة 400٪ في المعاملات المالية باستخدام الخدمة بحلول أواخر ديسمبر 2016. في فبراير 2017 أعلنت الشركة عن خطط لاستثمار حوالي 45 مليون دولار لتوسيع قاعدة مستخدميها من 50 مليون إلى 150 مليون مستخدم في 2017. في يونيو 2017 تم تنفيذ 80% من سوق معاملات محفظة الهاتف المحمول في الهند بواسطة باي تي إم وموبيكويك.
أعلنت الشركة في عام 2019 عن شراكة جديدة مع دي تي ون لتوسيع خدماتها دوليًا. وفي نفس العام بدأت الشركة في تقديم القروض والتأمين والاستشارات الاستثمارية.
في 25 فبراير 2021 ادعى باحث أمني هندي يدعى راجشخار راجاهاريا أن مجموعة قراصنة تدعى جورداندافين سرقت تفاصيل التحقق لما يقرب من 100 مليون مستخدم موبيكويك من خادم الشركة وطرحها للبيع على شبكة الإنترنت المظلمة. في 4 مارس 2021 نفت الشركة الادعاء وقالت إنها ستتخذ إجراءات قانونية ضد الباحث، في وقت لاحق أكد العديد من الباحثين والمستخدمين المستقلين أن بيانات موبيكويك الخاصة بهم كانت متاحة على الإنترنت، وفي 30 مارس 2021 ذكرت تك كرانش أن الشركة كانت تستعين بطرف ثالث لإجراء تدقيق أمن بيانات جنائي.

## التمويل
في عام 2013 بعد الاستثمار الأولي لمؤسس سينغ بقيمة 250 ألف دولار، حيث جمعت موبيكويك 5 ملايين دولار في تمويل السلسلة (أ) من شركة مجهولة مقرها الولايات المتحدة، وفي عام 2015 جمعت السلسلة (ب) من شركة الاستثمار الصينية تري لاين آسيا وشركة سيكويا كابيتال الأمريكية، بمشاركة من شركة التكنولوجيا الأمريكية سيسكو سيستمز وشركة الخدمات المالية أمريكان إكسبريس، مبلغًا إضافيًا قدره 31 مليون دولار. وفي مايو 2016 أعلنت الشركة عن جولة بقيمة 50 مليون دولار من السلسلة (ج)، بقيادة شركة الإنترنت اليابانية جي أم أو إنترنت، وشركة ميديا تيك التايوانية لأشباه الموصلات، جنبًا إلى جنب مع مستثمرين بما في ذلك سيكويا و تري لاين آسيا، مما رفع تمويل الشركة إلى أكثر من 80 مليون دولار.

## محفظة موبيكويك
هي محفظة شبه مغلقة مرخصة في عام 2013 من قبل بنك الاحتياطي الهندي (RBI). يسمح ترخيص البنك للشركة بإنشاء أسواق حيث يمكن للعملاء شراء السلع والخدمات من البائعين الخارجيين، وتجنب معدلات الفشل المرتفعة لمعاملات بوابة الدفع في الهند.

## موبيكويك
| سنة                | الإيرادات (كرور) | الأرباح / الخسائر (كرور) | مصدر   |
| ------------------ | ---------------- | ------------------------ | ------ |
| السنة المالية 2014 | ▲ 5              | ▼ -6                     | [ 35 ] |
| السنة المالية 2015 | ▲ 13             | ▼ -41                    | [ 36 ] |
| السنة المالية 2016 | ▲ 38             | ▼ -109                   | [ 36 ] |
| السنة المالية 2017 | ▲ 44             | ▼ -131                   | [ 36 ] |
| السنة المالية 2018 | ▲ 85             | ▼ -203                   | [ 37 ] |
| السنة المالية 2019 | ▲ 160            | ▲ -148                   | [ 38 ] |
| السنة المالية 2020 | ▲ 370            | ▲ -100                   | [ 38 ] |
| السنة المالية 2021 | ▼ 302            | ▼ -111                   | [ 38 ] |

## روابط خارجية
- الموقع الرسمي